# 孔蒂涅
孔蒂涅（法語：Contigné，法語發音：[kɔ̃tiɲe] ⓘ）是法国曼恩-卢瓦尔省的一个旧市镇，属于瑟格雷区。2015年12月15日，孔蒂涅和相邻的其它6个市镇合并为新市镇莱欧当茹（Les Hauts d'Anjou）。

## 地理
孔蒂涅（47°43'46"N, 0°31'1"W）面积23.31 平方千米，位于法国卢瓦尔河地区大区曼恩-卢瓦尔省，该省份为法国西部内陆省份，大致对应安茹地区，北起顺时针与马耶讷省、萨尔特省、安德尔-卢瓦尔省、维埃纳省、德塞夫勒省、旺代省、大西洋卢瓦尔省和伊勒-维莱讷省接壤。
与孔蒂涅接壤的市镇（或旧市镇、城区）包括：布里萨尔特、萨尔特河畔新堡、萨尔特河畔舍米雷、谢雷、米雷、萨尔特河畔莫拉讷、瑟德尔。

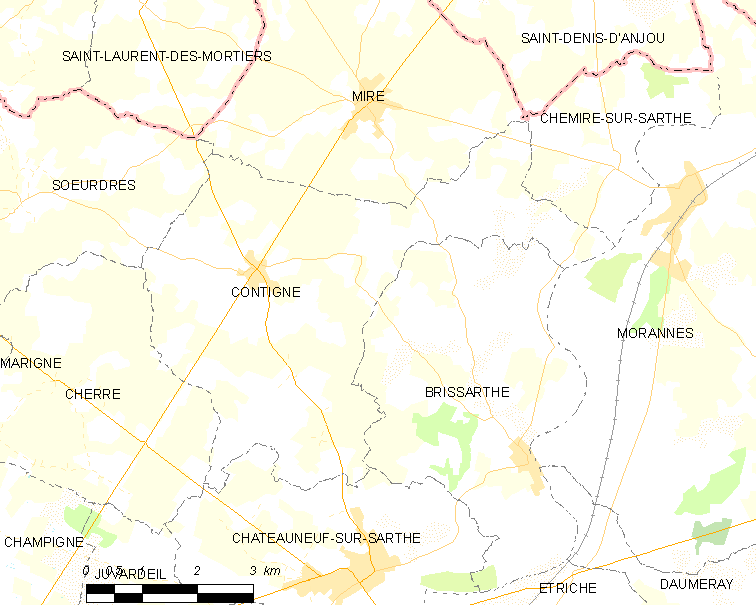
孔蒂涅的OSM定位图

孔蒂涅的时区为UTC+01:00、UTC+02:00（夏令时）。

## 行政
孔蒂涅的邮政编码为49330，INSEE市镇编码为49105。

## 政治
孔蒂涅所属的省级选区为蒂耶尔塞县。

## 人口

1962-2008年间孔蒂涅人口变化图示

孔蒂涅于2018年1月1日时的人口数量为748人。